# Huang Haiyang
Huang Haiyang (黄海洋S, Huáng HǎiyángP; 1º novembre 1985) è una schermitrice cinese, specializzata nella sciabola. Ha vinto una medaglia d'argento nella scherma ai Giochi olimpici.